# Gmina zbiorowa Neuenhaus
Gmina zbiorowa Neuenhaus (niem. Samtgemeinde Neuenhaus) – gmina zbiorowa położona w niemieckim kraju związkowym Dolna Saksonia, w powiecie Grafschaft Bentheim. Siedziba administracji gminy zbiorowej znajduje się w mieście Neuenhaus.

## Podział administracyjny
Do gminy zbiorowej Neuenhaus należy pięć gmin, w tym jedno miasto (niem. Stadt):
1. Esche
2. Georgsdorf
3. Lage
4. Neuenhaus
5. Osterwald